# Frances Taylor
Frances Taylor, en religion Mère Madeleine du Sacré-Cœur, née le 20 janvier 1832 dans le Lincolnshire en Angleterre, morte le 9 juin 1900, est une infirmière, éditrice, écrivaine et religieuse anglaise. Infirmière volontaire lors de la guerre de Crimée, elle se convertit au catholicisme ; de retour à Londres, elle écrit sur son expérience et s'occupe des pauvres. Elle fonde la congrégation religieuse des pauvres servantes de la Mère de Dieu ainsi que des foyers et des hôpitaux. Elle est reconnue vénérable par le pape François.

## Biographie
Frances Margaret Taylor naît en Angleterre le 20 janvier 1832 à Stoke Rochford dans le Lincolnshire. Fille du recteur anglican Henry Taylor et de Louisa Mary Jones son épouse, elle est baptisée selon le rite anglican. Elle est la plus jeune de leurs dix enfants,.
La jeune Frances, surnommée Fanny, est âgée de dix ans lorsque son père meurt, en 1842. La famille déménage alors pour s'installer à Londres. Elle est instruite à domicile. 
Attirée par la vie au sein d'une communauté religieuse, elle part à Devonport au sein de la fraternité anglicane créée par Miss Sellon. Elle y soigne les victimes du choléra, mais elle en revient au bout de quelques mois. Elle s'occupe alors des pauvres de Londres.
Lors de la guerre de Crimée, Fanny Taylor est parmi les infirmières volontaires qui accompagnent Florence Nightingale. Les blessés durement atteints connaissent des conditions très dures. Fanny Taylor se dévoue comme elle peut auprès d'eux, en prenant exemple sur les Filles de la Charité françaises et les sœurs de la Miséricorde irlandaises. Impressionnée par l'attitude et le comportement des irlandais catholiques mourants, elle décide de se convertir au catholicisme.
Devenue catholique, elle revient en Angleterre pour s'y mettre au service des pauvres. Voulant aussi révéler les souffrances des soldats blessés, elle écrit un livre sur ce sujet, Eastern Hospitals and English Nurses (Hôpitaux d'Orient et infirmières anglaises), qu'elle publie en 1856. Ce livre devient un best-seller, et entraîne des réformes sur les conditions sanitaires.
Pour l'œuvre qu'elle entreprend, Fanny Taylor peut s'appuyer sur des amis catholiques comme le futur cardinal Henry Edward Manning, son directeur spirituel le jésuite James Clare, et l'écrivaine Georgiana Fullerton. Elle voyage pour étudier son projet, visite à Paris les Filles de la Charité, en Irlande les couvents de religieuses, puis se rend en Pologne auprès d'une nouvelle congrégation.
Elle est encouragée dans sa démarche, et plusieurs compagnes se joignent à elle pour servir les pauvres de Londres. Les religieuses polonaises l'autorisent à s'affilier à leur ordre des Pauvres servantes de la Mère de Dieu en adaptant leurs constitutions comme elle le souhaite, et éventuellement à prendre simplement leur nom.
Fanny Taylor fonde alors sa congrégation religieuse à Londres, et choisit « Madeleine du Sacré-Cœur » (Magdalen of the Sacred Heart) comme nom de religieuse. Elle œuvre dans les quartiers les plus pauvres du centre de Londres, installe des abris pour les prostituées ainsi que pour les femmes et les enfants sans abri. 
Elle et ses religieuses étendent ensuite leur œuvre, fondent l'hôpital de la Libre Providence à Saint Helens dans le Lancashire, et reprennent l'asile Saint-Joseph à Dublin en Irlande.
Mère Madeleine meurt le 9 juin 1900 dans le couvent en face de la cathédrale Saint-Patrick, Soho Square, à Londres. Elle est inhumée dans la chapelle du couvent de Maryfield, à Roehampton près de Londres.

## Postérité de son œuvre
À sa mort en 1900, sa congrégation religieuse des Pauvres servantes de la Mère de Dieu gère vingt établissements. Ses religieuses continuent l'œuvre en prenant soin des pauvres, des malades, des personnes âgées et des personnes en difficulté d'apprentissage. En mars 2020, elles œuvrent ainsi en Angleterre, en Irlande, aux États-Unis, au Kenya.

## Béatification
La cause en béatification de Mère Madeleine du Sacré-Cœur est ouverte au niveau diocésain, puis introduite à Rome auprès de la congrégation pour la cause des saints. Le 12 juin 2014, l'héroïcité de ses vertus est reconnue par le pape François, qui la déclare ainsi vénérable. Sa fête est célébrée localement le 9 juin.

## Ouvrages
- Eastern Hospitals and English Nurses, 1856.
- Tyborne and who went Thither, 1859.
- May Templeton, a Tale of Faith and Love, par sa sœur Charlotte Sarah Dean ; éditrice, 1859.
- St Winefride; or Holywell and its pilgrims. A sketch, vers 1860.
- Agnes, or the Fervent Novice, translated, vers les années 1860.
- Offerings for Orphans, a series of original pieces in Prose and Verse by Living Authors, éditrice, 1861.
- Holiday Tales and Conversations, 1861.
- Religious Orders.
- Congregations of Women, 1862.
- Irish Homes and Irish Hearts, 1867.
- Practical Meditations for every day of the Year, adaptation, 1868.
- Holy Confidence, traduction, vers 1869.
- Dame Dolores and other Stories, 1874.
- The Stoneleighs of Stoneleigh, and other stories, vers 1879.
- Short Meditations according to the Method of St Ignatius, édition et adaptation, vers 1880.
- Life of Jeanne de la Noue – A Marvellous History, vers 1884.
- Lost and other Tales, vers 1884.
- A Pilgrim's Guide to Rome, 1887.
- Master Will and Wont and other Stories, 1887.
- Life of Father John Curtis of the Society of Jesus, 1889.
- A Shrine and a Story, vers 1889.
- Forgotten Heroines, vers 1890.
- Memoir of Father Dignam, 1895.
- Retreats given by Father Augustus Dignam, vers 1896-1898.
- Conferences given by Father Augustus Dignam, vers 1897.
- The Inner Life of Lady Georgiana Fullerton, vers 1899.
- Convent Stories, 1900.